# Ger van Mourik
Gerrit ("Ger") van Mourik (Amsterdam, 4 augustus 1931 - 20 januari 2017) was een Nederlands voetballer en voetbaltrainer.

## Biografie
Ger van Mourik was de zoon van Karel Willem van Mourik en Cornelia Zoet. Hij had drie zussen en een broer. Hij trouwde op 9 mei 1958 met Dina Wilhelmina (Diny) Kliek.
Op twaalf jarige  leeftijd stapte Gerrie van Mourik over van ASVK naar AFC Ajax. Vijf jaar later debuteerde hij in de hoofdmacht van de Amsterdamse club tegen de Enschedese Boys. Ger kreeg zijn plaats in de verdediging na het vertrek van Jan Potharst. Hij zou  dertien jaar lang bij Ajax blijven spelen. Zijn laatste wedstrijd speelde hij in april 1963 tegen ADO Den Haag. Van Mourik had nooit last van blessures en ontbrak dan ook bijna nooit in het elftal. Hij speelde 352 wedstrijden voor de club en maakte in twaalf jaar één doelpunt.
Hij speelde nooit in het Nederlands elftal, maar kwam wel uit voor het Nederlands B-elftal en het militair elftal. Na Ajax werd hij vertegenwoordiger in metaalwaren. Bij Ajax staat hij nog steeds in de boeken op de elfde plaats van de lijst met spelers met meest gespeelde wedstrijden voor Ajax, de Club van 100.

## Statistieken
| Club  | Seizoen | Competitie | Competitie | Beker | Beker | Internationaal | Internationaal | Andere wedstrijden | Andere wedstrijden | Totaal | Totaal |
| Club  | Seizoen | Wed.       | Dlp.       | Wed.  | Dlp.  | Wed.           | Dlp.           | Wed.               | Dlp.               | Wed.   | Dlp.   |
| ----- | ------- | ---------- | ---------- | ----- | ----- | -------------- | -------------- | ------------------ | ------------------ | ------ | ------ |
| Ajax  | 1949/50 | 3          | 0          | -     | -     | -              | -              | -                  | -                  | 3      | 0      |
| Ajax  | 1950/51 | 12         | 0          | -     | -     | -              | -              | -                  | -                  | 12     | 0      |
| Ajax  | 1951/52 | 2          | 0          | -     | -     | -              | -              | -                  | -                  | 2      | 0      |
| Ajax  | 1952/53 | 24         | 0          | -     | -     | -              | -              | -                  | -                  | 24     | 0      |
| Ajax  | 1953/54 | 21         | 0          | -     | -     | -              | -              | -                  | -                  | 21     | 0      |
| Ajax  | 1954/55 | 34         | 0          | -     | -     | -              | -              | -                  | -                  | 34     | 0      |
| Ajax  | 1955/56 | 34         | 0          | -     | -     | -              | -              | -                  | -                  | 34     | 0      |
| Ajax  | 1956/57 | 34         | 0          | 2     | 0     | -              | -              | -                  | -                  | 36     | 0      |
| Ajax  | 1957/58 | 34         | 0          | -     | -     | 4              | 0              | -                  | -                  | 38     | 0      |
| Ajax  | 1958/59 | 33         | 1          | 4     | 0     | -              | -              | -                  | -                  | 37     | 1      |
| Ajax  | 1959/60 | 34         | 0          | -     | -     | -              | -              | 5                  | 0                  | 39     | 0      |
| Ajax  | 1960/61 | 23         | 0          | 7     | 0     | 8              | 0              | -                  | -                  | 38     | 0      |
| Ajax  | 1961/62 | 28         | 0          | 0     | 0     | 4              | 0              | -                  | -                  | 32     | 0      |
| Ajax  | 1962/63 | 0          | 0          | 1     | 0     | 1              | 0              | -                  | -                  | 2      | 0      |
| Total | Total   | 316        | 1          | 14    | 0     | 17             | 0              | 5                  | 0                  | 352    | 1      |